# Ɲ (lletra)
Ɲ (en minúscula ɲ ) és una lletra addicional que s'utilitza en l'escriptura d'algunes llengües africanes, com ara bé el Bambara, el Bomu, el Bozo, el Bwamu, el Duungooma, el Dioula, el Dzùùngoo, el Gbaya, el Kaansa, el kakabé, el kimré, el kissi, el koyraboro senni, el kpèllé, l'loma, el mamara i syenara, el peul (a Guinea, al Mali i a Burkina Faso), el samo, el songhaï i zarma, el soninké, el soso, el yabassi i el tchourama . La seva forma minúscula també s'usa en l'alfabet fonètic internacional .

## Ús
La lletra minúscula ɲ de l'alfabet fonètic internacional representa una consonant palatal sonora. Va ser adoptat el desembre de 1892, en substitució del símbol de majúscula petita N ⟨ɴ⟩ utilitzat anteriorment  ,  al diari de l'Associació Fonètica Internacional .

En Clement Doke (en) recomana breument la lletra ɲ dins de la seva revisió de l'ortografia Lamba  de 1927, després d'haver usat del dígraf ⟨ny⟩ al 1922, tot i això, empra novament aquest dígraf en les obres Lamba folk-lore publicat al 1927 i diccionari anglès-lamba publicat al 1933.

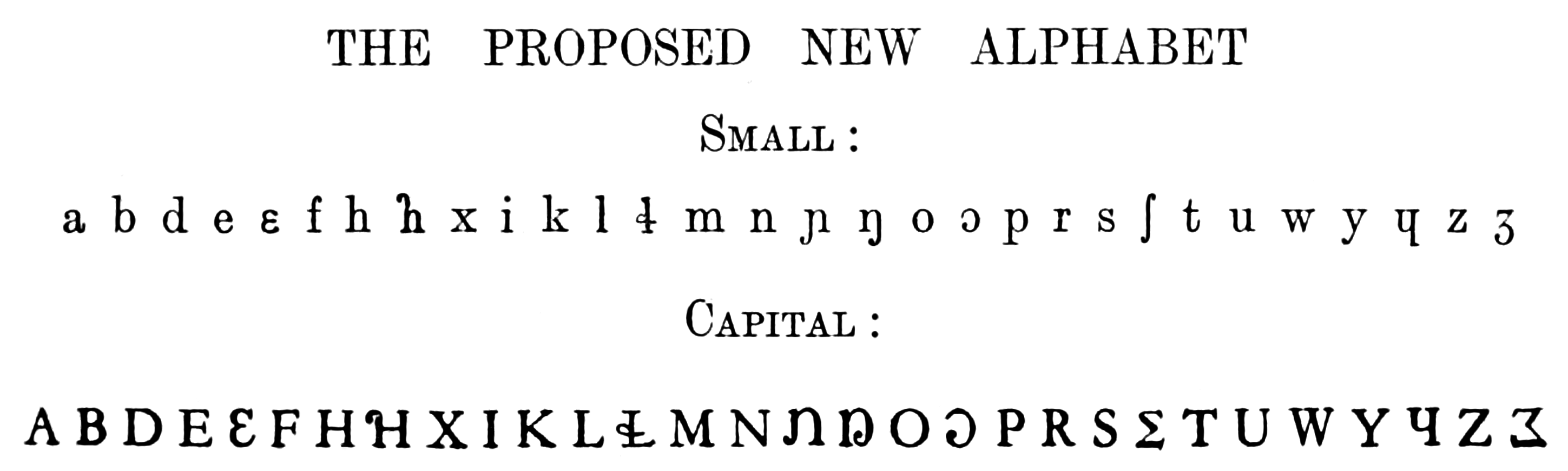
Alfabet sotho-tswana proposat per Tucker el 1929.

TÉ. N. Tucker utilitza la ɲ al seu alfabet proposat pel Sotho-Tswana el 1929, amb una lletra majúscula basada en la forma de la lletra minúscula  .
Encara que els articles de la conferència de la reunió d'experts sobre alfabetització de 1978 assenyalen que Yves Moñino utilitza la ɲ per escriure el gbaya a l'Esquema d'una dialectologia de Gbaya publicat el 1971 , l' alfabet de referència africà de 1978 no utilitza la lletra però el dígraf ny com l'alfabet africà internacional de 1927. També s'utilitza al diccionari Gbaya-francès publicat per Paulette Roulon-Doko l'any 2008.
La revisió de 1982 de Michael Mann i David Dalby de l'alfabet de referència africà, utilitza la lletra ɲ.
Diversos alfabets de les llengües nacionals de Mali, oficialitzats el 1982 i el 1991, utilitzen la lletra ɲ, substituint el dígraf ny utilitzat als alfabets de 1967  ,  ,  .

## Variants i formes
L'N ganxo té diferents formes per a la seva majúscula.
| Majúscules | Minuscule | Descripció                                |
| ---------- | --------- | ----------------------------------------- |
|            |           | Forma majúscula basada en minúscules.     |
|            |           | Forma majúscula basada en la N majúscula. |

## Representació informàtica
Aquesta lletra té les següents representacions Unicode :
| formes    | representacions | cadenes de caracters | punts de codi | descripcions                              |
| --------- | --------------- | -------------------- | ------------- | ----------------------------------------- |
| majúscula | Ɲ               | ƝƝ U+019D            | U+019D        | lletra llatina majúscula n ganxo          |
| minuscula | ɲ               | ɲɲ U+0272            | U+0272        | lletra llatina minúscula n ganxo esquerre |